# Karina Kappel
Karina Kappel er en dansk r'n'b-, soul-, jazz- og popsanger. Hendes debutalbum udkom i 2005 under navnet So Secretly.